# Davor Radmanović
Davor Radmanović (Rijeka, 12 de septiembre de 1957) es un exfutbolista y entrenador croata. Jugó de centrocampista en la máxima liga yugoslava con el Maribor y Rijeka y finalizó su trayectoria en el fútbol español.

## Trayectoria
Radmanović fue un destacado jugador yugoslavo del NK Rijeka donde llegó a ser capitán de dicho club así como a disputar competiciones europeas. En 1987 fue subcampeón de la Copa de Yugoslavia que el Rijeka perdió en los penaltis ante el HNK Hajduk Split.
En la temporada 1987/88 fichó por el Hércules Club de Fútbol con 29 años por tres temporadas. En dicha campaña ocupó una de las dos plazas de extranjeros permitidos en Segunda división, la otra fue ocupada por el hondureño "Macho" Figueroa. El club herculano pagó un traspaso de 50.000 marcos al Rijeka. Su fichaje fue recomendado por el exfutbolista "Pepe" Kustudic y por el entrenador del equipo Pepe Rivera. En su primera temporada con el Hércules donde era apodado como "El pirata", jugó 35 de los 38 encuentros de la liga y marcó 9 goles. Tras el descenso a Segunda "B" pudo seguir jugando en el Hércules al poseer contrato en vigor, ya que no se permiten extranjeros en dicha categoría.
Tras quedar libre en la temporada 1990/91, se convirtió en el primer extranjero en la historia del Orihuela Deportiva Club de Fútbol, equipo recién ascendido a Segunda división. Pero al poco tiempo, en septiembre de 1990, el club oriolano le despidió de manera improcedentemente tal como determinó la Justicia. Tras esto el jugador quedó en blanco toda la temporada al no poder fichar por ningún club por su plaza de extranjero. Mantuvo litigios judiciales contra el Orihuela Deportiva que finalmente el club tuvo que indemnizarle por su despido improcedente. Por decisión judicial el Orihuela tuvo embargada la taquilla de numerosos partidos para abonar al jugador sus emolumentos, hasta el punto de que en octubre de 1991 se embargó la taquilla de un partido benéfico lo que desató cierta polémica. Fue en un partido amistoso entre el Orihuela y el Albacete Balompié, homenaje a Julio Ballester "El sangre", donde la taquilla recaudada que ascendió a casi un millón de pesetas, cuando iba a ser sustraída por funcionarios judiciales, varios cientos de aficionados oriolanos se agolparon al final del partido para exigir que el dinero fuera destinado a la familia de Julio Ballester.
En septiembre de 1991, recibió un permiso especial por parte de la Real Federación Española de Fútbol para que pudiera jugar en cualquier categoría del fútbol español pese a ocupar plaza de extranjero. Dicho permiso se le otorgó por sus especiales circunstancias, entre otras el conflicto bélico que sucedía en su país y la gran deuda contraída por el Orihuela deportiva con el futbolista. Tras este permiso pudo jugar dos temporadas en Regional Preferente de la Comunidad Valenciana con el Español de San Vicente y en la temporada 1993/94 jugó en Tercera división con el Alicante Club de Fútbol donde puso fin a su trayectoria como futbolista. También jugó el histórico torneo alicantino Copa San Pedro, en 1991 con la Agrupación Deportiva San Antón, y en 1992 con la Sociedad Cultural Deportiva San Blas.
Tras su retirada como jugador se afincó en Alicante. Desempeñó labores de ojeador para el Hércules, donde gracias a sus informes llegaron al equipo herculano jugadores balcánicos como Dubravko Pavličić. También jugó en los veteranos del Hércules, e incluso ejerció como traductor del club como en la temporada 1993/94 para que el entrenador Quique Hernández pudiera hacerle llegar sus instrucciones al serbio Ljubomir Vorkapić.
Inició una trayectoria como entrenador en el Águilas al que clasificó dos temporadas consecutivas para la promoción de ascenso a Segunda "B". En la temporada 2000/01, en abril de 2001 se hizo cargo del Benidorm Club Deportivo tras la destitución de Manolo Jiménez, con el que consiguió la permanencia en Segunda "B". Tras entrenar al Relesa Las Palas en la Tercera murciana, su última aventura como entrenador fueron dos temporadas dirigidas al Pinoso en Regional Preferente.

## Clubes

### Como jugador
| Club                     | País       | Año       |
| ------------------------ | ---------- | --------- |
| NK Maribor               | Yugoslavia | ??-1981   |
| NK Rijeka                | Yugoslavia | 1981-1987 |
| Hércules C. F.           | España     | 1987-1990 |
| Orihuela Deportiva C. F. | España     | 1990      |
| Español de San Vicente   | España     | 1991-1993 |
| Alicante C. F.           | España     | 1993-1994 |

### Como entrenador
| Club                   | País   | Año       |
| ---------------------- | ------ | --------- |
| Águilas C. F.          | España | 1994-1996 |
| C. D. Eldense          | España | 1998-1999 |
| Benidorm C. D.         | España | 2001      |
| A. D. Relesa Las Palas | España | 2001-2003 |
| Pinoso C. F.           | España | 2007-2009 |

- Datos: Q5242098